# Życie artysty
Życie artysty (tytuł oryginalny: Künstlerleben, tytuł anglojęzyczny: Artists' life) – słynny walc koncertowy Johanna Straussa (syna), op. 316, skomponowany w Wiedniu w 1867 roku. 

## Geneza utworu
Rok 1866 był rokiem tragicznym dla naddunajskiej monarchii. Przegrana wojna z Prusami i decydująca lipcowa klęska w Bitwie pod Sadową pozbawiły Austrię nie tylko prestiżu, ale spowodowały również utratę dominującej pozycji w krajach niemieckojęzycznych oraz wypróbowanych sojuszników (Bawaria, tradycyjny sojusznik, weszła w skład II Rzeszy pod przewodnictwem Prus). Wielka środkowoeuropejska monarchia okazała się być papierowym tygrysem. W związku z wydarzeniami wojennymi i politycznymi odwołano wszystkie bale i maskarady, do których tak bardzo byli przyzwyczajeni XIX-wieczni wiedeńczycy. 
Pomimo zawarcia pokoju i braku strat terytorialnych sytuacja państwa była jednak ponura. W takiej sytuacji perspektywy karnawału 1867 przedstawiały się raczej żałośnie. Pomimo tego inwencja muzyczna Johanna Straussa (syna) znajdowała się w pełni rozwoju twórczego - dzięki temu mógł on dać zgnębionym wiedeńczykom trochę radości, tym bardziej, że z nastaniem nowego roku złagodzono nieco na dworze cesarskim rygory niedawnej żałoby. 
Na początku 1867 roku Johann Strauss (syn) skomponował niemal równocześnie dwa utwory - wspaniałe walce koncertowe: Künstlerleben (Życie artysty), op. 316 oraz An der schönen blauen Donau (Nad pięknym modrym Dunajem), op. 314. Ponieważ obydwa utwory skomponowane zostały niemal jednocześnie, nazywane są one czasami, zwłaszcza w literaturze anglojęzycznej, walcami bliźniaczymi. 

## Prezentacja publiczna
Walc koncertowy Künstlerleben (Życie artysty) przedstawił Johann Strauss (syn) po raz pierwszy publicznie na tzw. Balu Gwiazdy Wieczornej (Hesperus-Ball) Wiedeńskiego Towarzystwa Artystycznego Hesperus w okresie karnawału 1867. Była to wpływowa organizacja skupiająca wielu artystów nie tylko wiedeńskich. Należeli do niej wszyscy trzej członkowie rodziny Straussów: Johann Strauss (syn), oraz jego bracia Josef Strauss - kompozytor i dyrygent oraz Eduard Strauss - dyrygent. Bal, na którym zaprezentowano utwór odbył się 18 lutego 1867 w Dianabad-Saal. Orkiestrą Straussów dyrygowali wówczas na przemian Johann Strauss (syn) oraz Joseph Strauss.

## Struktura utworu
Walc Życie artysty posiada typową strukturę romantycznego walca koncertowego. Rozpoczyna się rozpoetyzowaną introdukcją, po czym następuje ekspozycja pięciu tematów walcowych złożonych z dwóch różnych części – tym samym tematów walcowych jest de facto dziesięć. Poszczególne tematy walcowe obejmują 16 taktów. Niektóre tematy oddzielane są od innych łącznikami lub fanfarami. Całość kończy się kodą. Tempo utworu jest umiarkowanie szybkie (allegro moderato); metrum 3/4 typowe dla walca, z wyjątkiem introdukcji, której tempo jest wolniejsze.
Inspiracja artystyczna kompozytora widoczna jest już w introdukcji prowadzonej w tempie andante moderato i metrum 6/8. Rozpoczyna ją nastrojowy dźwięk rogu solo z motywami opartymi na fragmentach pierwszego i czwartego tematu walcowego. Powolny dźwięk rogu przerywany jest cichymi lecz nieco dramatycznymi pasażami smyczkowymi w tonacji a-moll. Pojawia się powolny, melancholijny temat walcowy na rogi i drewno w tonacji A-dur, przerwany wkrótce dwoma energicznymi, głośnymi akordami. Druga części introdukcji, o znacznie żywszym tempie i prowadzona w bardziej 'jasnych' barwach orkiestry ma charakter następujących po sobie dynamicznych akordów, przygotowujących niejako do prezentacji pierwszego tematu walcowego. 
Następuje teraz ekspozycja nastrojowego, szeroko prowadzonego pierwszego, dwuczęściowego tematu z towarzyszącymi mu energicznymi pasażami walcowymi. 16-taktowy temat 1A utrzymany w klasycznej, walcowej formie nadaje charakter całemu utworowi. Dwuczęściowy temat drugi ma charakter bardziej melancholijny, z uzupełnieniem w postaci bardziej dramatycznych akordów. Nieco bardziej radosny jest dwuczęściowy trzeci temat walcowy. Nastrojowe tematy czwarty i piąty kontynuowane są niemal do kody. Pojawia się przed nią ponownie nieznacznie przetworzony temat pierwszy. Początkowo w dynamice niemal pianissimo, później silnie wzmocnionej, uzupełnionej o elementy przedstawionych uprzednio tematów walcowych prowadzi on utwór do triumfalnego końca reprezentowanego przez energiczne, pełne dynamiki akordy, zamknięte w postaci rozbudowanej kody. 

## Dziedzictwo
Walc Życie artysty zdobył ogromną popularność od początku swojego istnienia. W czasie prawykonania utwór na życzenie publiczności bisowano kilkakrotnie. Należy do najbardziej popularnych utworów Johanna Strauss (syna). Był wykonywany wielokrotnie podczas Koncertu Noworocznego w Wiedniu. Atmosfera utworu nierozerwalnie kojarzy się z Wiedniem, a także z tęsknotą za minioną nieodwołalnie belle epoque. Walc Życie artysty jest powszechnie znanym utworem nawet przez osoby niezbyt interesujące się muzyką.